# Stoppolófa

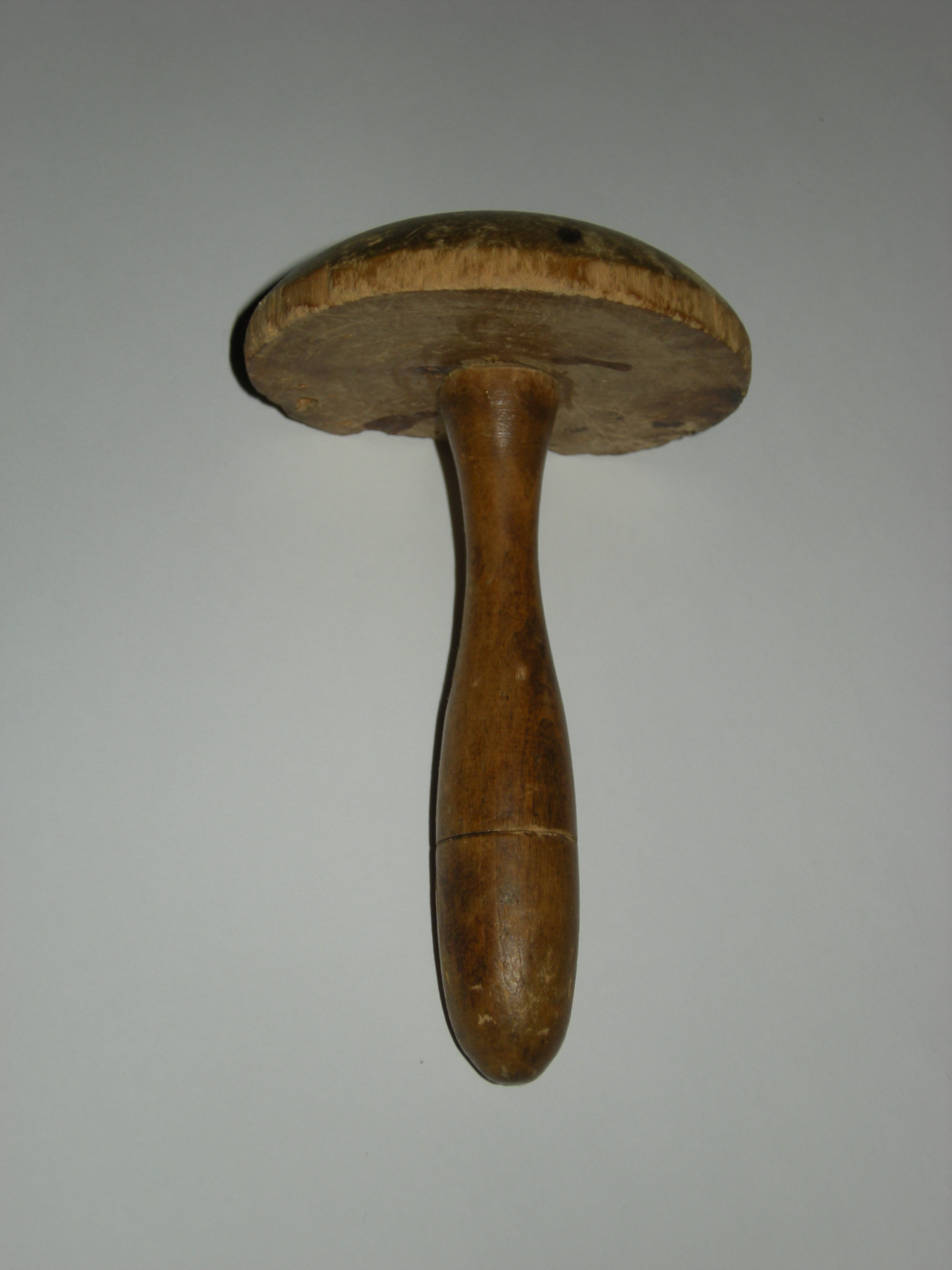
Egy használt stoppolófa kinézete

A stoppolófa egy kis, kézileg készített háztartási eszköz amelyet fából csinálnak. Legtöbbször varrás során használják, alátámasztják avagy kifeszítik rá a megfoltozandó, stoppolandó anyagrészt.

## Története
Mielőtt eljött volna az olcsó fémeszközök korszaka az iparosodott társadalomban, és később a műanyagé, a fa volt a fő alapanyag a használati tárgyak előállításakor. A formázás és faragás volt a legfontosabb előállító technika. A fa típusának kiválasztása is fontos volt, a fenyőtől egészen a különleges esőerdei fákig.
A fa használati eszközök valamivel rosszabb állapotban maradtak meg, mint a fém vagy a kőből pattintott használati tárgyak, ezért a régészek és történészek nem is szenteltek nekik akkora figyelmet, egészen az utóbbi időkig. A formájuk és a funkcionalitásuk miatt az utóbbi időkben nagy népszerűségnek örvend a tervezők és a gyűjtők körében.

## Fordítás
- Ez a szócikk részben vagy egészben  a   Treen (wooden) című angol Wikipédia-szócikk fordításán alapul.  Az eredeti cikk szerkesztőit annak laptörténete sorolja fel. Ez a jelzés csupán a megfogalmazás eredetét és a szerzői jogokat jelzi, nem szolgál a cikkben szereplő információk forrásmegjelöléseként.